# 大村純熈
大村 純熈（おおむら すみひろ）は、肥前国大村藩の第12代（最後）の藩主。

## 生涯
文政13年11月21日（1831年1月4日）、第10代藩主・大村純昌の十男として玖島城で生まれた。
天保9年（1838年）9月26日、兄で第11代藩主である純顕に従い大村を出発し、11月11日、江戸に到着。以降は江戸で育った。弘化3年（1846年）に純顕の養子となり、同年12月18日に兄が病気で隠居することとなり、翌弘化4年（1847年）2月21日に家督を継いだ。
蘭学に通じ、文武や学問を奨励した。文久2年（1862年）には平戸藩と同盟を結んでいる。幕命を受け、領内に異国船に対する砲台場を築き、一方で藩士を高島秋帆の門下や幕府の長崎海軍伝習所に送り、洋式軍事技術を学ばせている。
洋式軍備を導入する一方で、幕末の三剣士と称され、幕末江戸三大道場のひとつ「練兵館」創始者の斎藤弥九郎の三男で「鬼歓」と呼ばれた斎藤歓之助を嘉永4年（1851年）に雇い、江戸藩邸にて藩士に神道無念流を教えさせている。元来の大村藩の剣術は一刀流・新陰流であったが、純熈はより実践的な神道無念流を知り、実際に見学した上で、一刀流に換えてこれを藩士に学ばせたいと考えた。嘉永7年（1854年）、斎藤歓之助は練兵館の塾頭を勤めた大村藩士の荘勇雄を伴い大村に移り、純熈から与えられた道場「微神堂」で藩士に剣術を教えた。微神堂は渡辺昇や柴江運八郎を輩出した。神道無念流は藩校五教館附属の道場であった治振軒でも教えられた。
幕末期の大村藩内では、諸国の他藩と同様に、幕府を重んじる勢力（佐幕派）と反幕府や朝廷を掲げようとする勢力（尊王派）が対立していた。幕府は地の利があり諸芸に明るかった純熈を長崎奉行に任じようとしていたが、当時の藩内外の情勢下でのこの幕府重職就任を、純熈は何度も固辞した。しかし、反幕府なのではないかとの嫌疑をかけられることを避けるため、文久3年（1863年）に純熈は長崎総奉行を拝命した。純熈が幕府の要職に任じられた、この事実により、藩内では佐幕派が台頭した。しかし尊王派はこれに対して松林飯山・針尾九左衛門（寿納）・渡辺昇や楠本正隆らが集い改革派の同盟（勤王三十七士）を結成し、却って結束をが固くした。当時藩内では結社が禁止されていたため、彼らは密かに連絡を取り合い互いの屋敷に集い、時には山田の滝で会合を開いた。一方の佐幕派も同志が集い、血判を集めて結束した。元治元年（1864年）、純熈が病気を理由に長崎総奉行を辞任し、佐幕派を遠ざけたことにより尊王派が台頭し、家老に任じられた針尾寿納や渡辺清らによって藩政改革が行われた。慶応元年（1865年）に藩はイギリス式の教練法を導入し、洋式の兵制を導入した。この教練は純熈も度々列席し、参加していた。
慶応3年（1867年）正月、改革派同盟の盟主である針尾寿納・松林飯山らが襲撃された。松林は城での正月の宴席の帰り、自宅目前で襲われ、”一刀”の下に袈裟切りに殺害された。針尾も瀕死の重傷を負った。この知らせを受けて藩校五教館に2百名の藩士が集まり、純熈の命により犯人探しが行われた。実行犯として雄城直記が捕縛され、雄城が自白したとされる内容により、主犯として佐幕派の長井兵庫らが逮捕され、一門重臣らの加担も発覚した。犯行グループとされた一門重臣の者は切腹、逮捕者27名は処刑された。
この「大村騒動」または「小路騒動」と呼ばれた闘争を契機として、大村藩は藩主主導で藩論が尊王倒幕へと統一され、在郷家臣団を含む倒幕軍が結成された。藩はこの騒動を幕府に単なる「私闘」として届けた。一方で志を同じくする薩摩藩や長州藩に対しては、領内の佐幕派を一掃した、と伝えた。
以後、薩摩藩・長州藩らと共に倒幕の中枢藩の一つとして活躍し、戊辰戦争では大村藩は新政府軍の東海道征討軍の先鋒隊として進撃した。大村藩兵は東北地方にまで出兵した。これらの功績により、明治2年（1869年）6月に2万石の小藩としては破格の賞典禄3万石を与えられた。この額は薩摩藩と長州藩の10万石、土佐藩の4万石に次ぐ額であり、肥前佐賀藩の2万石よりも上である。賞典禄の額で言うならは「薩長土肥」ではなく「薩長土大」である。同年1月に新政府に対し版籍奉還の意見を伝えていたが、6月に版籍奉還となり大村藩知事に任じられた。
明治4年（1871年）、藩内に11校の学校を設立した。同年7月、廃藩置県で知藩事を辞職した。
他の藩知事と同様に同年9月に東京へ移住したが、直後の11月からの岩倉使節団に参加し渡海。欧州やアメリカを遊学し、明治6年に帰国した。
明治15年（1882年）1月、従三位に昇叙されたが、1月13日に死去した。享年53。没後の華族令(明治17年）により子爵に列する。明治36年（1903年）に従二位を追贈された。
明治24年（1891年）には純熈の戊辰戦争時の功績を理由として、大村家は次代の大村純雄より伯爵に昇格。

## 岩倉使節団
岩倉使節団に長崎県出身の長岡治三郎（物理学者の長岡半太郎の父）、朝永甚次郎（ノーベル物理学賞受賞者・朝永振一郎の祖父）と共に留学参加した。

## 系譜
父母
- 大村純昌（実父）
- 仙 ー 家臣福田頼之の妹、側室（実母）
- 大村純顕（養父）

正室
- 嘉庸子 - 片桐貞信の娘

側室
- きわ

子女
- 隆子、利宇、真隆院（次女） - 真田幸民正室
- 大村純雄正室
- 知久子（三女） - 子爵秋月種繁[10]正室後に子爵長岡護美[11]正室

養子
- 大村純雄 - 島津忠寛の次男

- 弟[12]・大村武純（1848年生） - 1909年に特旨により男爵を授かる、本家（伯爵大村純雄家）より分家、のち武純の長男・大村純英が、純雄の養子となり伯爵家を継ぎ、武純の男爵位は娘婿の大村純久（島津珍彦の子）が襲爵した[13][14]。

## ゆかりの地
- 大村純煕像（大村公園（玖島城　本丸跡）　）